# 主界面

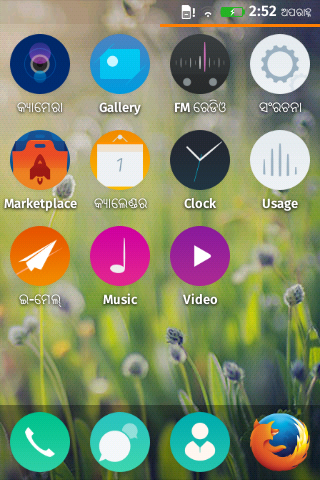
Firefox OS主屏幕的底部邊緣有一個底座的屏幕截圖

主界面（英語：Home screen）也稱主屏幕或開始屏幕是主屏幕上的移动操作系统或計算機程序。主屏幕並不完全相同，因為用戶可以根據自己的喜好重新排列圖標，而主屏幕通常在不同的移動操作系統上有所不同 幾乎每個智能手機都有某種形式的主屏幕，通常顯示應用程序，設置和通知的鏈接。

## 共同特點
主屏幕通常由應用程序鏈接或快捷方式組成，通常可以安排在多個頁面上，並作為用戶訪問電話功能的主要方法。主屏幕還傾向於在屏幕的邊緣包括一個停靠欄，其中可以從主屏幕上的任何頁面存儲和訪問應用程序鏈接。大多數操作系統允許用戶將文件夾添加到主屏幕以進一步組織應用程序鏈接。某些主屏幕還可能包含顯示推送通知的窗格，或者可以訪問選擇的系統設置。
除了應用程序鏈接之外，許多主屏幕還能夠顯示環境信息，例如Windows Phone上的動態磁貼或Android上的小部件。這些圖塊或小部件可能鏈接到應用程序，但它們不同於傳統鏈接，因為它們顯示當前動態信息而不是靜態圖標。但是，信息的相關性增加可能以設備電池壽命，帶寬以及靜態應用程序圖標提供的識別容易度為代價。

## 可選的主屏幕
雖然大多數主屏幕都有類似的結構，但並不是所有的屏幕都是相同的。不太常見的主屏幕範例的兩個值得注意的例子包括Siri和WebOS。前者是Apple的 自然語言用戶界面，其功能類似於更傳統的主屏幕，如打開應用程序，顯示相關數據以及管理手機設置。後者以使用完全動態的應用程序圖標而聞名，該應用程序圖標模仿應用程序的當前狀態，類似於其他移動操作系統上的任務管理器。
儘管大多數移動操作系統都包含默認主屏幕，但某些設備還允許用戶使用不同的應用程序或第三方主屏幕替換本地主屏幕，從而允許使用其他主屏幕不同。

## 歷史

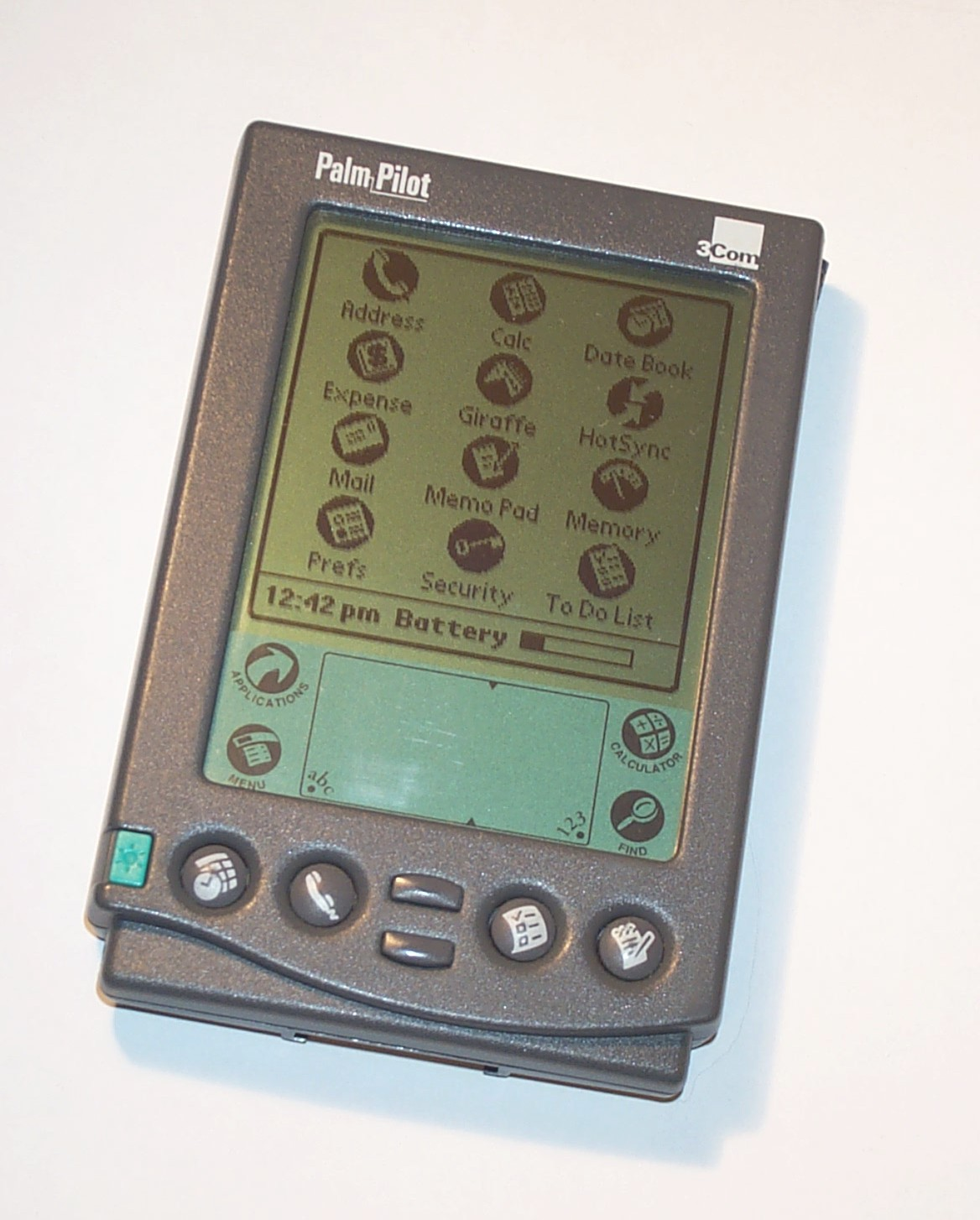
PalmPilot Professional的主屏幕

主屏幕的第一個例子之一可以在1997年推出的PalmPilot上找到。早期的主屏幕通常比當前的迭代更少定制。例如，iOS的早期版本不允許用戶重新排列主屏幕上的應用程序或更改背景圖像。
因為主屏幕經常用作與移動操作系統交互的主要方法，所以它們往往會在操作系統的更新上發生緩慢變化。

## 另見
- 行動作業系統
- 智能手机
- 首页
- 主界面比較（英语：Comparison of desktop application launchers）